# Papillon (película de 1973)

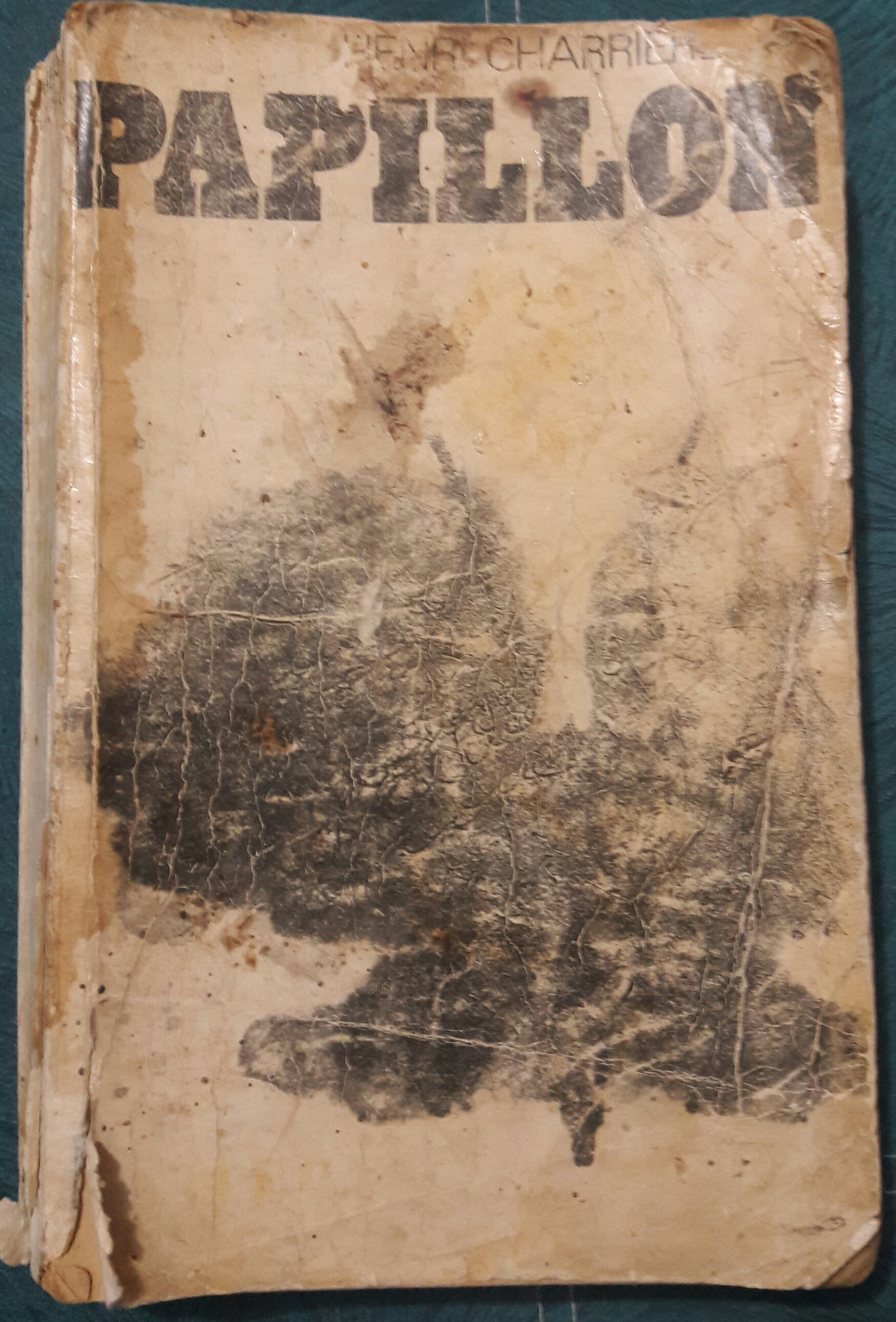
Papillon

Papillon es una película estadounidense de 1973 dirigida por Franklin J. Schaffner, protagonizada por Steve McQueen y Dustin Hoffman y con guion de Dalton Trumbo. Está basada en la novela homónima y autobiográfica del escritor y expresidiario francés Henri Charrière, quien publicó la obra en 1969.

## Sinopsis
El exmarino "Henri Charrière" (Steve McQueen) es condenado en Francia a cadena perpetua por un crimen que no ha cometido y enviado a una colonia penitenciaria de la Isla del Diablo, a 11 km de la Guayana francesa, en el noreste de Sudamérica. En el barco y en el presidio hará amistad con otro reo llamado "Louis Dega" (Dustin Hoffman), con el que decidirá escaparse para no continuar viviendo en las condiciones infrahumanas a las que son sometidos los presos de esta prisión.

## Reparto
| Actor            | Personaje                  |
| ---------------- | -------------------------- |
| Steve McQueen    | Henri Charrière (Papillon) |
| Dustin Hoffman   | Louis Dega                 |
| Victor Jory      | Jefe de Indios             |
| Woodrow Parfrey  | Clusiot                    |
| Robert Deman     | Maturette                  |
| Anthony Zerbe    | Jefe de leprosos           |
| Don Gordon       | Julot                      |
| Bill Mumy        | Lariot                     |
| George Coulouris | Dr. Chatal                 |
| Ratna Assan      | Zoraima                    |
| William Smithers | Guarda Barrot              |
| Val Avery        | Pascal                     |
| Gregory Sierra   | Antonio                    |

## Detalles
Tanto la novela como la película pueden considerarse obras de denuncia, ya que, al tiempo que descubren las entrañas del sistema penitenciario de las colonias francesas, muestran algunos aspectos crudos y tortuosos del trato a los prisioneros y de las torturas tanto físicas como psicológicas, además del esfuerzo que el espíritu humano, en este caso representado por el mismo Papillon, hace por adaptarse a un medio altamente hostil, que ofrece pocas posibilidades a la supervivencia. Un ambiente aislado del mundo, en medio de pantanos pestíferos y malsanos, en cárceles infrahumanas, sofocantes y oscuras, con guardianes insensibles y crueles. Pero sobre todo es de destacar la resistencia ante todo ello y la persistencia por alcanzar la libertad, por defender el poco de dignidad humana que puede conservarse en la cárcel, incluso exponiendo la vida a cambio de ella. Todo esto en su conjunto explicaría el éxito tanto de la novela como de la película. Como curiosidad hay que señalar que las primeras escenas de la película están rodadas en Fuenterrabía (Guipúzcoa).
Las escenas al comienzo de la película, el presidio con los reclusos semidesnudos formados en los patios antes de partir hacia la prisión en el Caribe, están rodadas en el Colegio de San Fernando en Madrid, en aquellas fechas dependiente de la Diputación Provincial y regido por la orden Salesiana.
El tema musical principal de esta película está interpretado por la cantante Nicoletta.

## Premios y reconocimientos
Premios Oscar (1974) -  nominada Mejor banda sonora (Drama) (Jerry Goldsmith)
Globos de Oro (1974) -  nominado Mejor actor principal - Drama (Steve McQueen)

## Emisión
| País   | Emisora         | Título   | Observación              | Horario | Estreno             |
| ------ | --------------- | -------- | ------------------------ | ------- | ------------------- |
| México | XHUS-TV Canal 8 | Papillon | En español (subtitulada) | 22h     | 15 de abril de 1974 |